# 唐山大地震遗址
1976年7月28日唐山大地震后，1985年中华人民共和国国务院批准唐山市保留7处地震遗址，其中3處在2006年列入第六批全国重点文物保护单位，分别为原唐山机车车辆厂铸钢车间、河北矿冶学院原图书馆楼地震遗迹（华北理工大学原图书馆楼）、原唐山十中地表错动。另外4處有：唐山陶瓷厂办公楼地震遗迹、吉祥路树行错动、唐柏路食品公司仓库（後來拆除）、唐山钢铁俱乐部地震遗迹（後來拆除，儘管1993年列入河北省文物保护单位）。除了這7處遺址，另有唐山地震博物馆2011年开放。

## 全国重点文物

### 唐山机车车辆厂铸钢车间

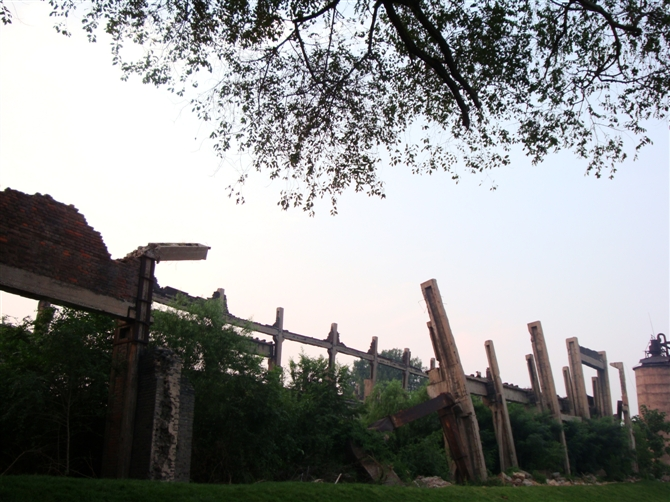
唐山机车车辆厂地震遗址

唐山机车车辆厂铸钢车间遗址位于河北省唐山市岳各路19号，于2008年被改建为唐山地震遗址纪念公园，旁边建有唐山地震博物馆。
厂房建于1959年，现保存的遗迹是南北走向的3跨厂房，建筑面积9072平方米。地震时，厂房处于宏观震中，烈度为11度，3跨厂房除部分中间立柱扭曲、倾斜外，四周墙柱全部倒塌，屋架落地。原高25米的砖砌烟囱，震后变成套筒式结构，只剩下19.01米。被损后的现状，保留了地震时地面垂直运动时留下的痕迹。该处遗址作为大型厂房车间建筑物震害典例，为建筑学、土木工程学、材料力学、地震地质学等学科教学、科研、考察提供了大量第一手资料，曾吸引来自世界各国的专家学者到此参观考察。
该遗址旁边，是396米长的黑色大理石纪念墙，镌刻着24万唐山大地震罹难者的姓名。

### 河北矿冶学院图书馆楼

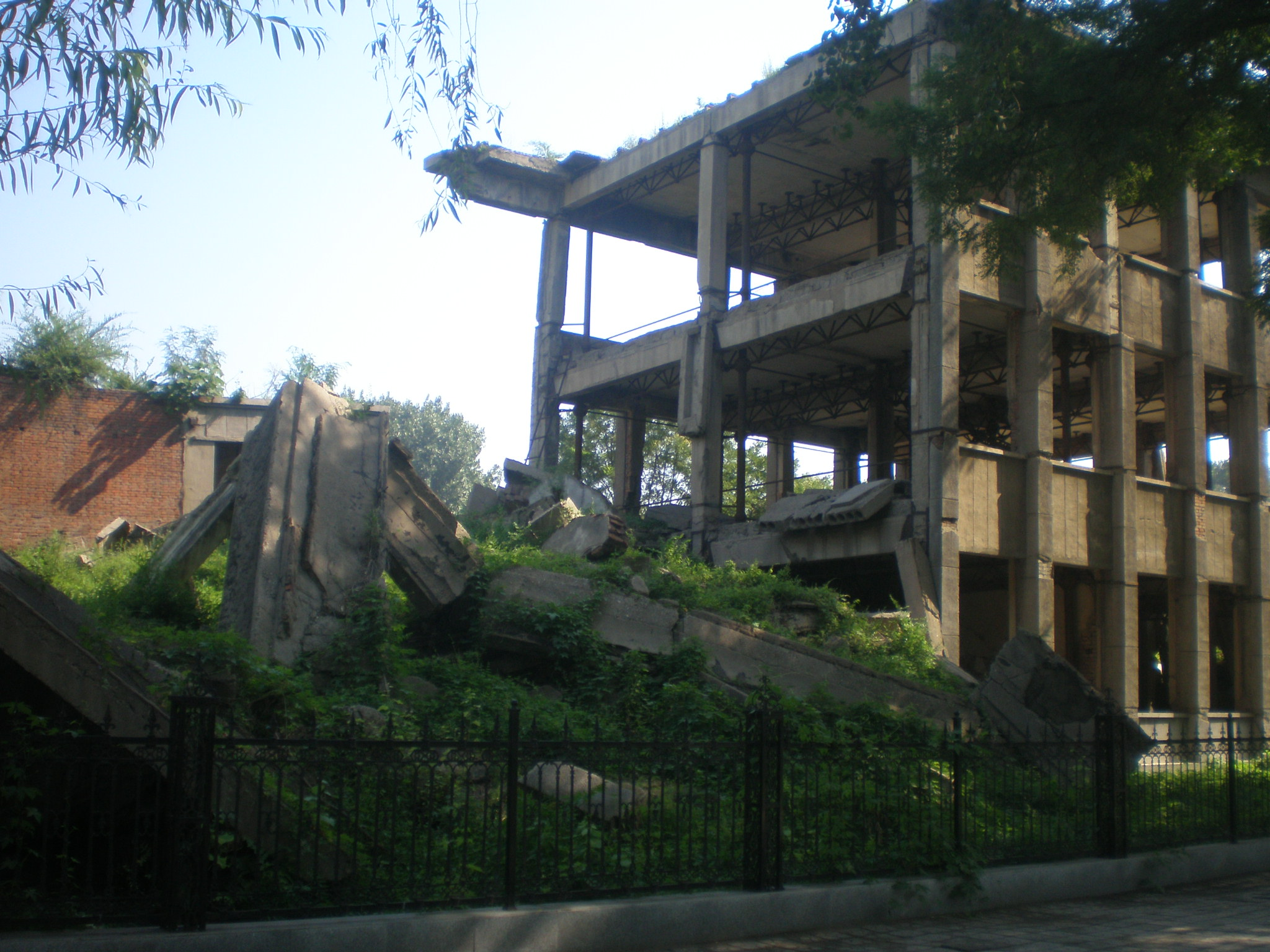
河北矿冶学院图书馆楼地震遗址

唐山大地震中，坐落在唐山市的河北矿冶学院（今华北理工大学）建筑物倒塌7万多平方米，21万册图书被烧毁，在这次地震中全院共死亡1247人。校园内原图书馆1975年动工兴建，1976年7月即将竣工时被震毁。
图书馆在地震波的冲击下，发生了错综的倒塌。阅览厅西部分由北向南倒塌，原先的房顶倒塌平铺到南边的小路上。中间部分垂直下落，东部东山墙倒塌，主体直立保留下。而书库的第一层在强烈的地震波中被粉碎了，现在看到的是原来的二三四层，并且楼的整体向北偏东方向位移了1米。
2006年，为了纪念唐山地震30周年，唐山地震局对河北矿冶学院原图书馆楼地震遗址环境进行改造，在原图书馆楼前建立了汉白玉大理石刻制而成的纪念碑，呈M形打开的一本图书。图书象征该遗址为图书馆楼，“M”（地震震级的代表符号）代表地震事件；纪念碑左侧上方一个小圈连着一个大圈，小圈内为震源机制，大圈为时钟，指向3时42分。两个圈相连寓意唐山大地震得到了全国人民的无私援助。纪念碑下方刻有的日历，将时间永远定格在1976年7月28日3时42分。

### 原唐山十中地表错动

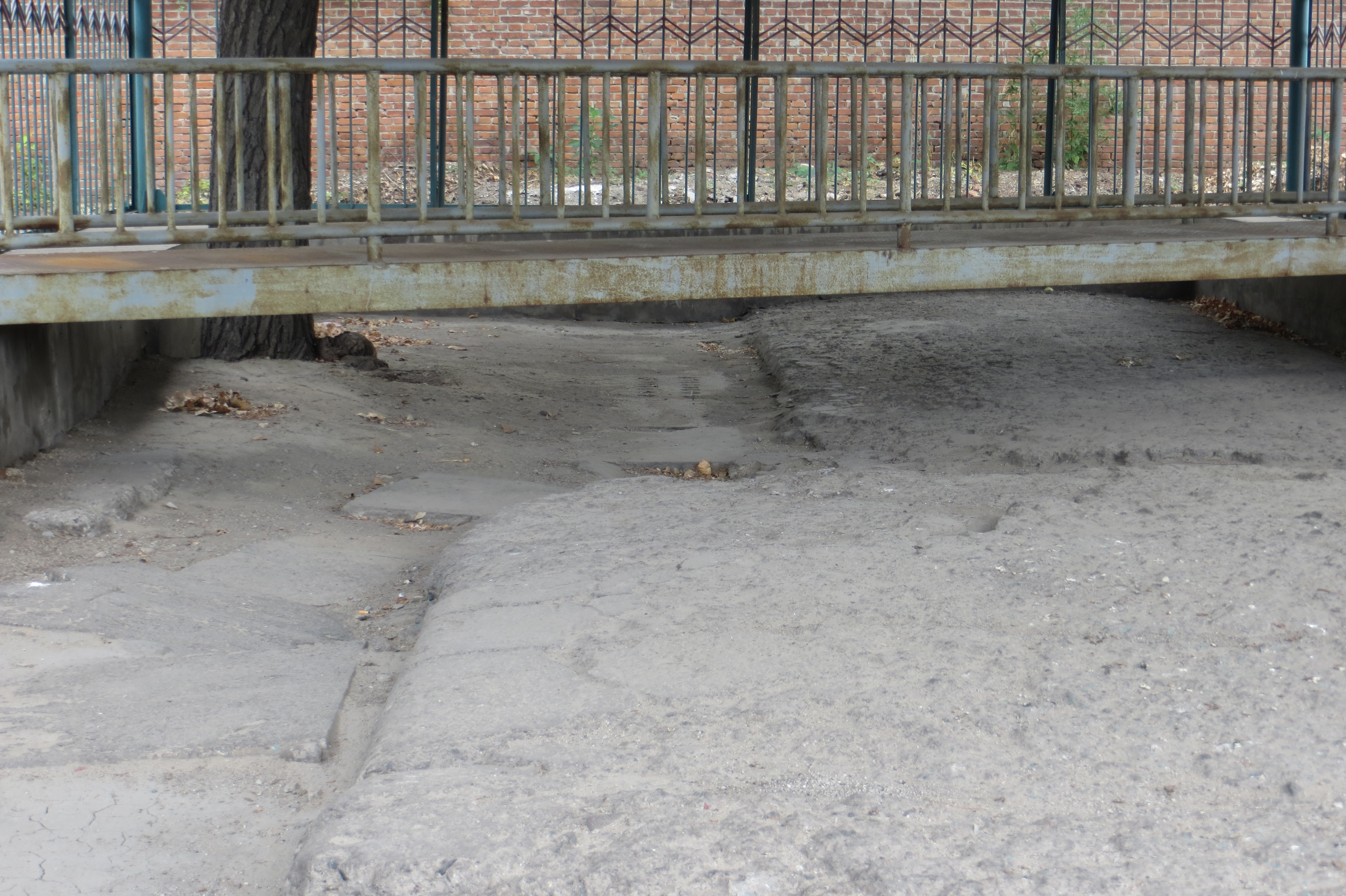
唐山十中地表错动地震遗址

唐山地震过后，整个震区地表出现了许多与引发地震构造有关的裂缝，构成了一条长8公里、宽30米的地裂缝带，这些裂缝的出现，致使一些地表物体改变了其原有的位置和形态，原十中遗址体现的就是这一变化。原十中校内的小路和房基分别被两条相互平行的裂缝错断，地下排水管和房屋地基出现明显错位。
震后，唐山市地震局在该地裂带上建立起了监测站，5台精密的专业仪器分布在遗址周围，日夜监视着大地的动静。

## 另外4處遗迹
- 唐山钢铁公司俱乐部地震遗迹（後來拆除，[1]儘管1993年列入河北省文物保护单位）
- 唐山陶瓷厂办公楼地震遗迹
- 吉祥路树行错动
- 唐柏路食品公司牛库（後來拆除[1]）